# Лисицата и детето
„Лисицата и детето“ (на френски: Le renard et l'enfant) е френски игрален филм (семейна драма) от 2007 година на режисьора Люк Жаке. В главната роля участва Бертил Ноел-Брюно. Филмът излиза на екран от 27 ноември 2007 г. Във филма разказва историята за едно момиченце и една лисица.

## Сюжет
Една есенна утрин, край пътеката, по който минава всеки ден за училище, едно малко момиченце вижда следи от лисица. Въодушевена до степен, в който забравя всякакъв страх, тя се впуска в проследяване на дивото животно.

## Синхронен дублаж
| Обработка          | Студио 1+1 PRO Films          |
| ------------------ | ----------------------------- |
| Озвучаващи артисти | Живка Донева Гергана Стоянова |
| Преводач           | Николина Петрова              |
| Тонрежисьор        | Антония Малчева               |
| Продуцент          | Емил Симеонов                 |